# Friedrich August Rosen
Friedrich August Rosen (født 2. september 1805 i Hannover, død 12. september 1837 i London) var en tysk orientalist, bror til Georg Rosen.
Rosen studerede først semitiske sprog i Leipzig og derefter sanskrit i Berlin under Bopps vejledning. Allerede 1827 udgav han Radices Sanscritæ (1827) og drog derefter til England, hvor han 1828—31 var professor i orientalske sprog i London. 
Fra 1831 beklædte han posten som sekretær i det asiatiske selskab, leverede udgaver af Mohammed ben Musas arabiske Algebra (1831) og af Haugthons Dictionary Bengali and Sanscrit explained in English (1833), samt forberedte en udgave af Rigveda, som han dog ikke fik fuldendt. 